# Ina van der Beek
Ina van der Beek (Delft, 1953) is een Nederlands schrijfster van gedichten, christelijke romans en kinderboeken.

## Leven en werk
Van der Beek heeft naast romans een Bijbels dagboek geschreven. Tevens schrijft zij onder meer recensies voor de Elisabethbode en regelmatig een column (weblog) in het kerkelijk blad Hervormd Harmelen.
Sommige van haar boeken zijn historisch, zoals Enkele reis Harmelen, gebaseerd op de Treinramp bij Harmelen in 1962.
Een aantal van haar boeken is ook als e-boek verschenen.

## Privé
Van der Beek is gehuwd met Marius van der Beek. Het echtpaar woont al jaren in Harmelen. Zij hebben 2 volwassen zoons en een dochter.